# لیام گلگر
ویلیام جان پل «لیام» گلگر (تولد ۲۱ سپتامبر ۱۹۷۲) موزیسن، خواننده، و ترانه سرای انگلیسی است. او به عنوان بنیانگذار اصلی و خواننده گروه‌های راک اوئیسیز و بیدی آی شناخته شده‌است. رفتار متلون، سبک خوانندگی متمایز، و نگرش گستاخانه اش موضوع تفاسیر مطبوعات بوده‌است. او یکی از شناخته شده‌ترین چهره‌های موسیقی مدرن بریتانیا است.
هرچند برادر بزرگترش نوئل گلگر بیشتر ترانه‌های اوئیسیز را نوشته است اما او نیز دو تک‌آهنگ "مرغ نغمه سراً و "زمان من تمام شده" به اضافهٔ چندین ترانه و بی سایدز دیگر را برای اوئیسیز نوشت. در سال ۲۰۰۹ نوئل اوئیسیز را ترک کرد و پروژهٔ انفرادی خودش را با نام نوئل گلگرهای فلایینگ بیردز تشکیل داد اما لیام با اعضای سابق گروه تحت نام بیدی آی تا سال ۲۰۱۴ به فعالیت خود ادامه دادند.
مجلهٔ کیو بعد از یک نظر سنجی در سال ۲۰۱۰ لیام را به عنوان بهترین خوانندهٔ اصلی گروه در همهٔ دوران‌ها انتخاب کرد.

## زندگی‌نامه
لیام گلگر در برنیج، منچستر متولد شد، پدر و مادر لیام توماس و پگی گلگر ایرلندی هستند. توماس اغلب با خشونت سوء نسبت به خانواده رفتار می‌کرد و اگر چه برادران بزرگتر لیام نوئل و پل آزارهای پدرش بیشتری را از پدرشان دیدند، لیام گفته است که آزارهای پدرش او به شدت او را تحت تأثیر قرار داده است و الهام بخش او برای تبدیل شدن به یک هنرمند بوده‌است. هنگامی که لیام ۱۰ سال داشت پگی پسرانش را با خود برد و از توماس دور شد. اگر چه لیام ارتباط گاهبگاه با پدرش را در تمام سنین نوجوانی خود داشت، اما گفته است که مسایل بین خود و پدرش را رها کرده تا همچنان حل نشده باقی بمانند.
نوئل گلگر و پل گلگر اظهار کرده‌اند که لیام از همان کودکی سرکش و عصیانگر بود و با همه به خصوص نوئل کشمکش داشت. نوئل مجبور شد با لیام اتاق مشترک داشته باشد. برادران گلگر در دوران نوجوانی مشکل دار بودند. لیام چهار گواهی عمومی آموزش ثانوی به دست آورد و در سن ۱۶ سالگی به خاطر دعوا از مدرسه اخراج شد. او معمولاً از مغازه‌های محلی دوچرخه دزدی می‌کرد.
نوئل گفته است که لیام تا اواخر نوجوانی علاقهٔ چندانی به موسیقی از خود نشان نداد. بعدها به توانایی خودش در آواز خوانی پی برد و شروع به گوش دادن به گروه‌های موسیقی مانند استون روزس، هو، کینکس، ذ جم ،تی رکس وبیتلز نمود. از همان موقع بود که وسواس مادام العمر لیام با جان لنون شروع شد تا حدی که بعدها ادعا کرد او تجسم دوباره‌ای از جان لنون است، هر چند او هشت سال قبل از مرگ لنون به دنیا آمده‌است.
گلگر در ۷ آوریل با ۱۹۹۷ پتسی کنسیت ازدواج کرد. اما ازدواج او به دلیل آنچه که مجله‌های سرگرمی در مورد اتفاقات زندگی او گزارش می‌دادند شروع نافرجامی داشت. گلگر بعد از یک واقعهٔ خشم جاده‌ای سرتیتر مطبوعات زیادی شد. او از ماشینش بیرون آمد و به یک دوچرخه سوار حمله کرد و او را از دوچرخه‌اش پایین انداخت. هر چند دوچرخه سوار زخمی نشد اما گلگر به خاطر این کار جریمه شد. در ۲۶ مارس ۱۹۹۸ لیزا موریش دختر لیام گلگر، مولی گلگر را به دنیا آورد. او چند ماه پس از ازدواج به همسرش خیانت کرده بود.
تنها فرزند لیام و پتسی لنون فرانسیس گلگر در ۱۴ سپتامبر ۱۹۹۹ به دنیا آمد. یک سال بعد گلگر و کنیست از هم جدا شدند.
گلگر مدتی بعد با نیکول اپلتون آشنا شد. پسر دوم لیام جین گلگر در دوم ژولای ۲۰۰۱ به دنیا آمد. گلگر در خارج از بیمارستان با یک عکاس درگیر شد.
در سال ۲۰۰۴ گلگر دوباره خبرساز شد وقتی آشکار شد که او مرتب ۲۰۰۰ پوند برای کفالت فرزندانش مولی و لنون پرداخت می‌کند. او همچنین از پیت دوهرتی دوست پسر لیزا موریش انتقاد کرد چون وقتی نعشه بود به ملاقات موریش می‌رفت و لیام برای دخترش نگران بود.
در سال ۲۰۰۷ گلگر در هنلی-آن-تیمز ملکی خریداری کرد. گلگر و نیکول اپلتون در ۱۴ فوریه ۲۰۰۸ در ادرهٔ ثبت وست مینستر -همان جایی که با همسر سابقش ازدواج کرده بود-ازدواج کردند. خواهر نیکول و شوهرش به مراسم دعوت شده بودند، اما نوئل و سایر اعضای گروه بعد از مراسم از این ازدواج مطلع شدند.
در اوت ۲۰۱۳ اعلام کردند در حال انجام اجراهای طلاق هستند و سرانجام در آوریل ۲۰۱۴ به‌طور رسمی از هم جدا شدند.
گلگر و برادرش نوئل طرفدار سرسخت تیم منچستر سیتی هستند.

## رابطه با نوئل
در اولین تور اوئیسیز به آمریکا در ۱۹۹۴ لیام روی صحنه متن ترانه‌ها را به نحوی تغییر می‌داد که برای نوئل و آمریکایی‌ها توهین‌آمیز باشد. بعد از کنسرت برادران با هم درگیر شدند و صندلی پرتاب کردند. در نتیجه نوئل تور را ترک کرد. در سال ۱۹۹۵ در طی جلسات ضبط آلبوم دوم اوئیسیز نوئل در استودیو مشغول به کار بود و لیام همهٔ حاضران یک کلوب شبانه را به استودیو دعوت کرد. این باعث دعوای بین دو برادر شد و نوئل با چوب کریکت به پای لیام آسیب رساند.
بعد از دو شب رکورد شکن در نب ورد تنش بین دو بردار قبل از اجرا آنپلاگد ام‌تی‌وی از سر گرفته شد. لیام نمی‌خواست آواز بخواند و بهانه اش این بود که گلو درد دارد و دوست ندارد اجرای آکوستیک داشته باشد اما نوئل اظهار کرد که او آن زمان مست بوده‌است؛ بنابراین نوئل مجبور شد به جای اور آواز بخواند. لیام از بالکن باند را تماشا می‌کرد و متلک می‌پراند که باعث خشم نوئل شد. چهار روز بعد لیام از رفتن به تور آمریکا امتناع ورزید او ادعا می‌کرد که برای خانه خریدن به زمان نیاز دارد. اولین کنسرت بدون او و با خوانندگی نوئل اجرا شد اما لیام پشیمان شد وسه روز بعد برای کنسرت بعدی دوباره به صحنه بازگشت. در دیترویت تنش بین نوئل و سایر اعضای گروه بالا گرفت نوئل تور را ترک کرد. این باعث شد رسانه‌ها آیندهٔ گروه را مورد سؤال قرار دهند.
در بارسلونا در سال ۲۰۰۰ بازوی آلن وایت از کار افتاد و آن‌ها مجبور شدند کنسرت آن شب را لغو کنند و آن شب را به شب نشینی مشغول شدند. لیام همسر آن زمان نوئل مگ مثیوس را به خیانت متهم کرد و شرعی بودن دختر نوئل آناییس گلگر را زیر سؤال برد. این باعث یک دعوای دیگر شد. نوئل تور را ترک کرد. نوئل اعلام کرد که دیگر با اویسیس به تورهای خارج از کشور نخواهد رفت. البته چنین اتفاقی نیفتاد
در سال ۲۰۰۹ در پشت صحنه فستیوال راک ان سین در پاریس دعوای برادران گلگر باعث منحل شدن اویسیس شد. قبل از این دعوا نوئل در مصاحبه‌ای گفته بود که لیام "بی ادب، متکبر، ترسناک و تنبل است. او خشمگین‌ترین انسانی ست که در عمرتان خواهی دید. او مانند کسی با یک چنگال در جهان مملو از سوپ است."در دعوای فستیوال راک ان سین برادران گلگر گیتارهای همدیگر را شکستند. نوئل اعلام کرد از گروه جدا شده‌است.
بعد از آن لیام اعلام کرد که او و نوئل خیلی با هم حرف نمی‌زنند و رابطهٔ چندانی ندارند. اما دو برادر نشانه‌هایی از صلح نشان داده‌اند. وقتی از لیام پرسیده شد بهترین رهبر گروه همهٔ زمان‌ها چه کسی است. گفت «نوئل گلگر. چه چیزی باعث می‌شود او بهتر مدیر گروه باشد؟ این که خودت باشی نه این که بری و بیای و به همه بپری مثل یک آدم پست». نوئل گلگر نیز در فوریه ۲۰۱۵ اظهار کرده که او و لیام در بعد از بازی منچستر سیتی همدیگر را دیده‌اند و گهگاهی به هم پیام می‌دهند. هرچند در رسانه‌ها برادران گلگر هنوز هم به همدیگر بی‌احترامی می‌کنند.

## حرفه

### اوئیسیز(۱۹۹۱–۲۰۰۹)

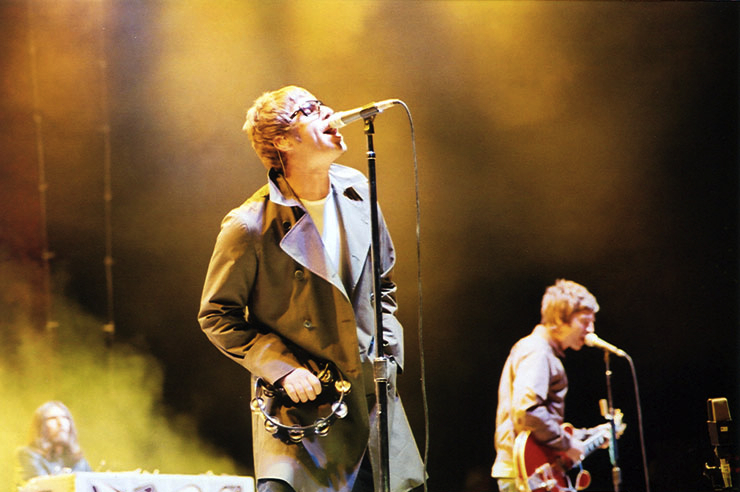
برادران گلگر در حال اجرا در سال ۲۰۰۵

وقتی پل گویگسی مک گویگان لیام را برای تست خوانندگی برای گروه ذ رین دعوت کرد او قبول کرد. لیام و پل «بون هد» آرتورز با هم ترانه می‌نوشتند. نوئل این ترانه‌نویسی اشتراکی آن‌ها را مسخره می‌کرد و به نظر او خیلی افتضاح بود، لیام هم بعدها اعتراف کرد که «خیلی مزخرف» بودند. ذ رین فقط هفته‌ای یک بار تمرین می‌کردند بنابراین اجراهای زیادی نداشتند. در سال ۱۹۹۱ نوئل از تور آمریکای اینسپرال کارپتز برگشته بود و به تماشای اجرای ذ رین رفت. سپس به شرط اینکه او ترانه سرای اصلی باشد به گروه پیوست.
با راهنمایی و هدایت نوئل، اویسیس توانست قراردادی برای ضبط آلبوم آغازین خودبه‌طور قطعی شاید دست و پا کند. سرعت فروش این آلبوم در تاریخ موسیقی بریتانیا بی‌سابقه بوده‌است. صدای لیام در آلبوم مورد تحسین واقع شد و حضورش در کنسرت‌ها اویسیس را به محبوبیت رساند. طرز برخورد او و معتاد بودنش سوژهٔ مطبوعات شد. (داستان چیست) گل شیپوری؟ حتی محبوب تر از آلبوم قبلی و تبدیل به سومین آلبوم پرفروش در تاریخ بریتانیا شد. در همین زمان بود که اویسیس دگیر نبرد بریت پاپ با گروه بلر شد که رسانه‌ها سخت آن را پوشش می‌دادند. اویسیس گروهی شمالی و از طبقهٔ کارگر بود اما بلر جنوبی و از طبقهٔ متوسط بودند؛ بنابراین رسانه‌ها آن‌ها را رقیبهای طبیعی تلقی کردند. در ۱۴ اوت ۱۹۹۵ اوئیسیز و بلر هم‌زمان تک‌آهنگ‌ها خود با نام رول ویث إت وکانتری هاوس را منتشر کردند اما تک‌آهنگ بلر فروش بیشتری نسبت به تک‌آهنگ اوئیسیز داشت. در هنگام اجرای رول ویث ات در برنامهٔ بهترین‌های پاپ لیام نقش گیتاریست و نوئل ادای خواندن ترانه را درمی‌آورد.
در سال ۱۹۹۸ شرکت هواپیمایی کاتای پسیفیک بعد از یک درگیری لیام را از مسافرت با این شرکت برای همیشه محروم کرد. در تور استرالیا او با یکی از طرفدارانش درگیر شد و کار به دادگاه کشید. با این وجود دادگاه تنها به جریمهٔ نقدی اکتفا کرد.
سومین آلبوم اوئیسیز با نام همین الان اینجا باش در بیست و یکم اوت ۱۹۹۷ منتشر شد و از لحاظ سرعت فروش رکوردار چارت بریتانیا شد.ت. نوئل بعدها همیشه این آلبوم را دست کم می‌گرفت. اما نظر لیام همین الان اینجا باش "یک آلبوم عالی "است.
در سال ۲۰۰۰ اوئیسیز با ایستادن بر روی شانه غول‌ها برگشت. اولین تک‌آهنگ این آلبوم نوشتهٔ لیام بود و جیمز کوچک نام داشت و لیام آن را برای پسر خوانده اش جیمز کر، پسر پتسی کنسیت با همسر سابقش سروده بود. منقدان آن را بچه گانه خواندند. این آلبوم با استقبال متوسط رو به رو شد. علاوه بر آن همهٔ اعضای مؤسس به جز لیام اوئیسیز را ترک کرده بودند.
در سال ۲۰۰۲ آلبوم بعدی گروه، شیمی بت‌پرست منشر شده که سه آهنگ آن نوشتهٔ لیام بود و مهمترین آن‌ها مرغ آواز خوان به انگلیسی songbird بود که به رتبهٔ سوم چارت انگلستان دست یافت. در اول دسامبر همان سال لیام در یکی از کلوب‌های شهر مونیخ همراه با درامر گروهآلان وایت پس از دعوا دستگیر شدند اما بدون جریمه آزاد شدند. لیام چند دندان خود را از دست داده بود و گروه مجبور شد اجراهای خود در شهر دوسلدورف را لغو کند.
در سال ۲۰۰۵ آلبوم ششم اوئیسیز، حقیقت را باور نکن با سه ترانهٔ دیگر از لیام با نام‌های عشق مانند بمب، حدس می‌زنم خدافکر کرده من هابیلم و معنای روح منتشر شد.
در سال ۲۰۰۷ جایزه بریت نقش برجسته در موسیقی به گروه تعلق گرفت. لیام وقتی برای گرفتن جایزه روی صحنه رفت گفت: «چند وقتی هست که برای این چرت و پرت‌ها نامزد نشدیم باید یه کاریش کرد».
در سال ۲۰۰۸ آلبوم هفتم اوئیسیز روحت را رها کن منتشر شد. سه ترانه از این آلبوم را لیام نوشته بود که مهم ترینشان وقت من تمام شده بود که منتقدان آن را با ترانه‌های بیتلز مقایسه کردند. آلبوم هفتم اوئیسیز به رتبهٔ اول چارت بریتانیا و رتبه ۵ چارت بیلبورد ۲۰۰ آمریکا دست یافت. اوئیسیز در اوت ۲۰۰۹ در توری هم نام آلبوم، در شهر پاریس به فعالیت خود پایان دادند. نوئل در وبلاگ خود نوشت که دیگر نمی‌تواند با لیام کار کند.

### بیدی آی(۲۰۰۹–۲۰۱۴)

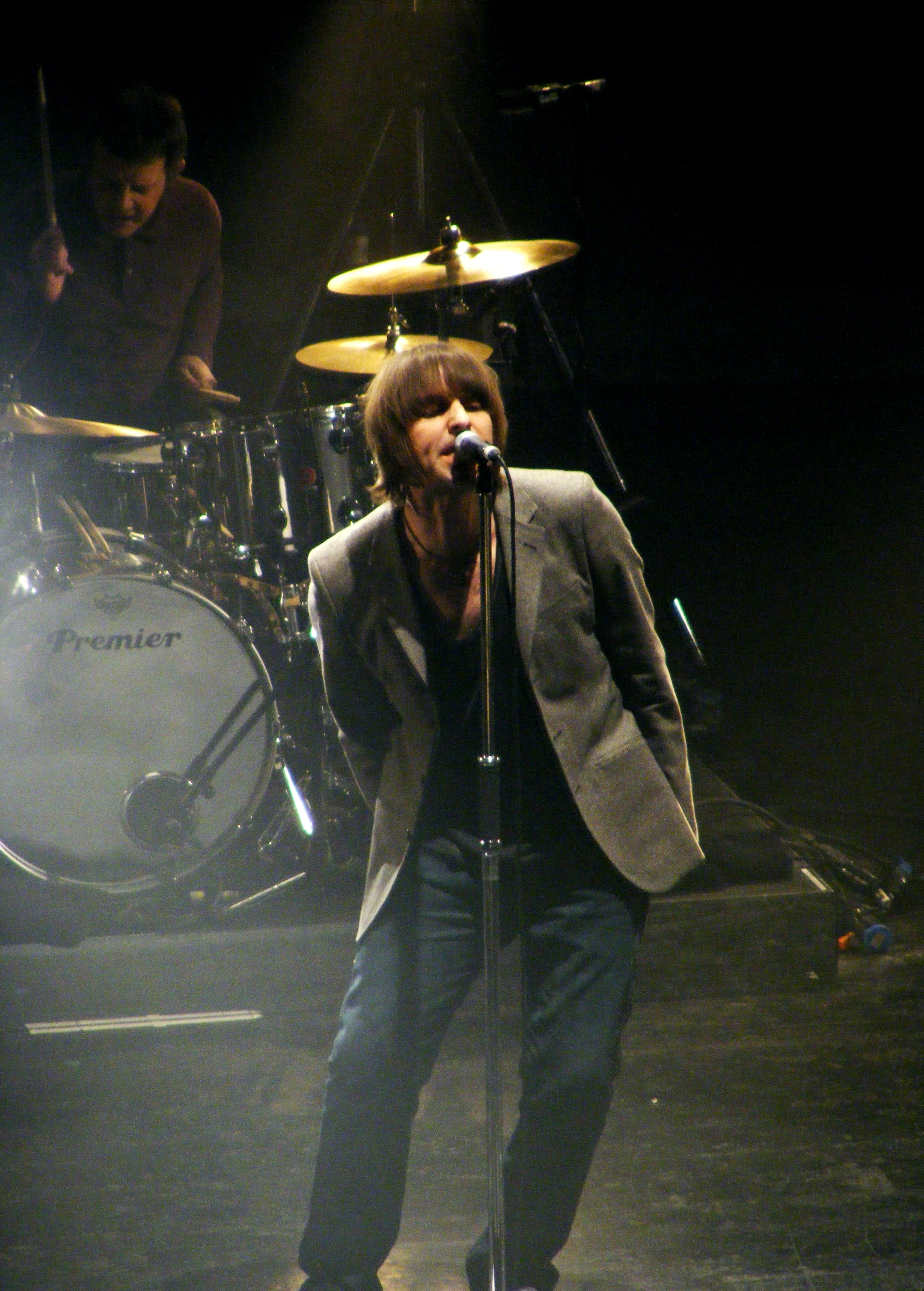
لیام گلگر در حال اجرا برای بیدی آی

در نوامبر سال ۲۰۰۹ گلگر اعلام کرد که او و اعضای باقی ماندهٔ اوئیسیز چند اثر جدید نوشته‌اند و به زودی کنسرت هم برگزار می‌کند. او همچنین گفت «اوئیسیز تمام شده و این یک چیز جدید است» در ۱۹ نوامبر گلگر از اولین آلبوم گروه جدیدش خبر داد و گفت که در حوالی کریسمس آن را ضبط خواهد کرد. احتمال داده می‌شود که گیتاریست انگلیسی جف وتن نیز در این آلبوم همکاری داشته باشد.
او به ام تی وی گفت: " داریم رو آهنگ‌هایی که از قبل آماده کرده بودیم کار می‌کنیم، همه چیز رو آروم پیش می‌بریم و نمی‌خواهیم الم شنگهٔ بزرگی به راه بیندازیم. در کریسمس ضبط شروع می‌شود و احتمالاً در ماه ژولای آلبوم را بیرون می‌دهیم. او بعداً گفت: " ما به روش ترانه‌های جدید و با باند جدیدی کارمان را شروع کردیم. حس می‌کنیم می‌توانیم خیلی بهتر از اوئیسیز باشیم".
در ۱۶ مارس ۲۰۱۰ لیام اعلام کرد که گروه جدیدش در اکتبر تک‌آهنگ جدیدش را منتشر می‌کنم و سال بعد یعنی ۲۰۱۱ آلبوم خود را بیرون می‌دهد. در نهم نوامبر ۲۰۱۰ گلگر تک‌آهنگی به نام چراغ را بیاور به صورت رایگان روی اینترنت منتشر کرد. منتقدان این ترانه را تحسین کردند و
آن را ترانه‌ای از اوئیسیز بدون نوئل دانستند.
تک آهنگ بعدی رولر بود که در ژانویه ۲۰۱۱ منتشر شد. آلبوم آغازین بیدی آی به نام موتور متفاوت اما همچنان پرسرعت در ۲۸ فوریهٔ ۲۰۱۱ منتشر شد. حق ترانه‌نویسی این آلبوم کار مشترک لیام، اندی و جم است.
در سوم آوریل ۲۰۱۱ بیدی آی یک کنسرت انسان دوستانه در آکادمی بریکستون برای کمک به مصیبت زدگان زمین‌لرزه و سونامی ۲۰۱۱ توهوکو برگزار کرد. او در این کنسرت به همراه چند سوپراستار دیگر توانست ۱۵۰ هزار پوند برای صلیب سرخ انگلستان جمع‌آوری کند. لیام اعلام کرد که نسخهٔ بیدی آی از بر پهنه ی گیتی اثر گروه بیتلز را که در آن شب اجرا کرد به صورت خیرخواهانه و به هدف کمک به زلزله زدگان منتشر خواهد کرد.
در مارس ۲۰۱۲، لیام اظهار کرد که بیدی آی ترانه‌های اوئیسیز را اجرا خواهد کرد. این اتفاق اولین بار زمانی رخ داد که بیدی آی در ژوئن ۲۰۱۲ از استون روزس حمایت کرد. این کار بیدی آی گمانه زنی‌هایی در مورد تشکیل دوبارهٔ اوئیسیز را برانگیخت.
دومین آلبوم استودیویی بیدی آی به نام بی ای در ۱۲ ژوئن ۲۰۱۳ منتشر شد. این آلبوم با همکاری موزیسین آمریکایی دیو سیتک در بین نوامبر ۲۰۱۲ و مارس ۲۰۱۳ ضبط شد. گروه با یک اجرای سرّی در گلستونبری تور خود را آغاز کرد. بیدی آی یکی از آغاز کنندگان گلستونبری شد. لیام در این مورد گفت که این یک تغییر نیروبخش بود.
در ۲۵ اکتبر ۲۰۱۴، لیام در توییترش اعلام کرد که بیدی آی منحل شده‌است و از حمایت طرفدارنش تشکر کرد.

## وجههٔ اجتماعی
با ظهور اوئیسیز در صحنه موسیقی در ۱۹۹۴، لیام با رفتارهای دهاتی وار خود مشهور شده بود. در سال ۱۹۹۸، کاتای پسیفیک لیام را از سفر با این هواپیمایی محروم کرد چون در طول سفر انگلستان به استرالیا مسافران و کارکنان هواپیما را آزار داده بود. در طول تور استرالیا نیز با یک دوره گرد بریتانیایی درگیر شد و با سر به او ضربه زد.
در سال ۲۰۰۶، لیام در حین مستی با پل گسکوین درگیر شد و کپسول خاموش‌کنندهٔ آتش را به سمت او گرفت. لیام رابطهٔ خوشی با موسیقی و مردم آمریکا و استرالیا ندارد. او در تور ۱۹۹۴ به آمریکا آن‌ها و برادرش را در کنسرتی مسخره کرد و این باعث شد نوئل برای مدتی گروه را ترک کند تا با لیام اتمام حجت کرده باشد. لیام در توصیف آمریکایی‌ها می‌گوید: «آمریکایی‌ها خواننده‌هایی پر سر و صدا می‌خواهند که روی صحنه روی سر و صورتشان بزنند و وقتی به جماعت باحالی مثل ما می‌رسند با دئودورانتی که زده‌اند اصلاً ما را نمی‌فهمند»
لیام بی‌دین است و می‌گوید گاهی به خدا اعتقاد دارد و گاهی نه. او اعتراف کرده که گهگاهی به کلیسا هم می‌روند اما «به دنبال هدایت نیست».
در هنگام اخذ جایزه بریت ۲۰۱۰ برای بهترین آلبوم ۳۰ سال گذشته، لیام از همه به جز بردارش تشکر کرد، فحش داد و جایزه و میکروفون خود را میان حاضران پرتاب کرد. دوربین روی مجری برنامه پیتر کی رفت که گفت" عجب کله خری!"
در ۳۰ آوریل ۲۰۱۲، در شهرآورد منچستر سیتی با منچستر یونایتد با گل وینسنت کمپانی منچستر سیتی به لیگ برتر صعود کرد. لیام وقتی این پیروزی را جشن می‌گرفت نشست خبری منچستر یونایتد را مختل کرد و به خبرنگاران گفت:: «می‌خواهید چه بدانید؟ ما برترین لیگ شدیم» لیام بعد از اجرای اوئیسیز در گلاستونبری قسم خورده بود دیگر آنجا نرود اما در سال ۲۰۱۳ با بیدی آی در آنجا اجرا کرد و گفت: گلاستونبری به شکل عالی خود برگشته است.

## زندگی شخصی
لیام در سال ۱۹۹۵ با پتسی کنسیت آشنا شد و ۷ آوریل ۱۹۹۷ با او ازدواج کرد. در سال ۱۹۹۸ اولین دختر لیام مولی موریش گلگر از رابطه اش با لیزا موریش به دنیا آمد. در سپتامبر ۱۹۹۹ پسر اول لیام به نام لنون گلگر به دنیا آمد. لیام او را به نام جان لنون، لنون نام گذاشت. در سال ۲۰۰۰، لیام و پتسی پس از رسوایی لیام در مورد رابطه اش با لیزا موریش از هم جدا شدند. لیام پس از مدتی رابطه اش را با نیکول اپلتون خوانندهٔ گروه آل سینتس شروع کرد و در سال ۲۰۰۱ پسر دومش جین گلگر به دنیا آمد. لیام و نیکول در فوریهٔ ۲۰۰۸ به صورت مخفیانه ازدواج کردند. بعد از پنج سال در سال ۲۰۱۳، معلوم شد لیام با خبرنگار نیویورک تایمز لیزا قربانی که پدرش ایرانی است رابطه داشته و از او دختری به نام جما گلگر دارد. او به دلیل عدم قبول حضانت دختر دومش ۳ میلیون دلار جریمه شد و بالاخره حاضر شد حق سرپرستی فرزندش را بپردازد. در همان سال نیکول درخواست طلاق کرد و در سال ۲۰۱۴ آن‌ها رسماً از هم جدا شدند. لیام از ۲۰۱۳ با دستیار شخصی اش از گروه بیدی آی دبی گویثر رابطه دارد.
در ماه می 2018 گلگر برای اولین بار دخترش مالی موریش را ملاقات کرد. گلگر گفته است امیدوارست در زندگی دخترش حضور داشته باشد و مالی از او خسته نشود..

## فعالیت‌های دیگر

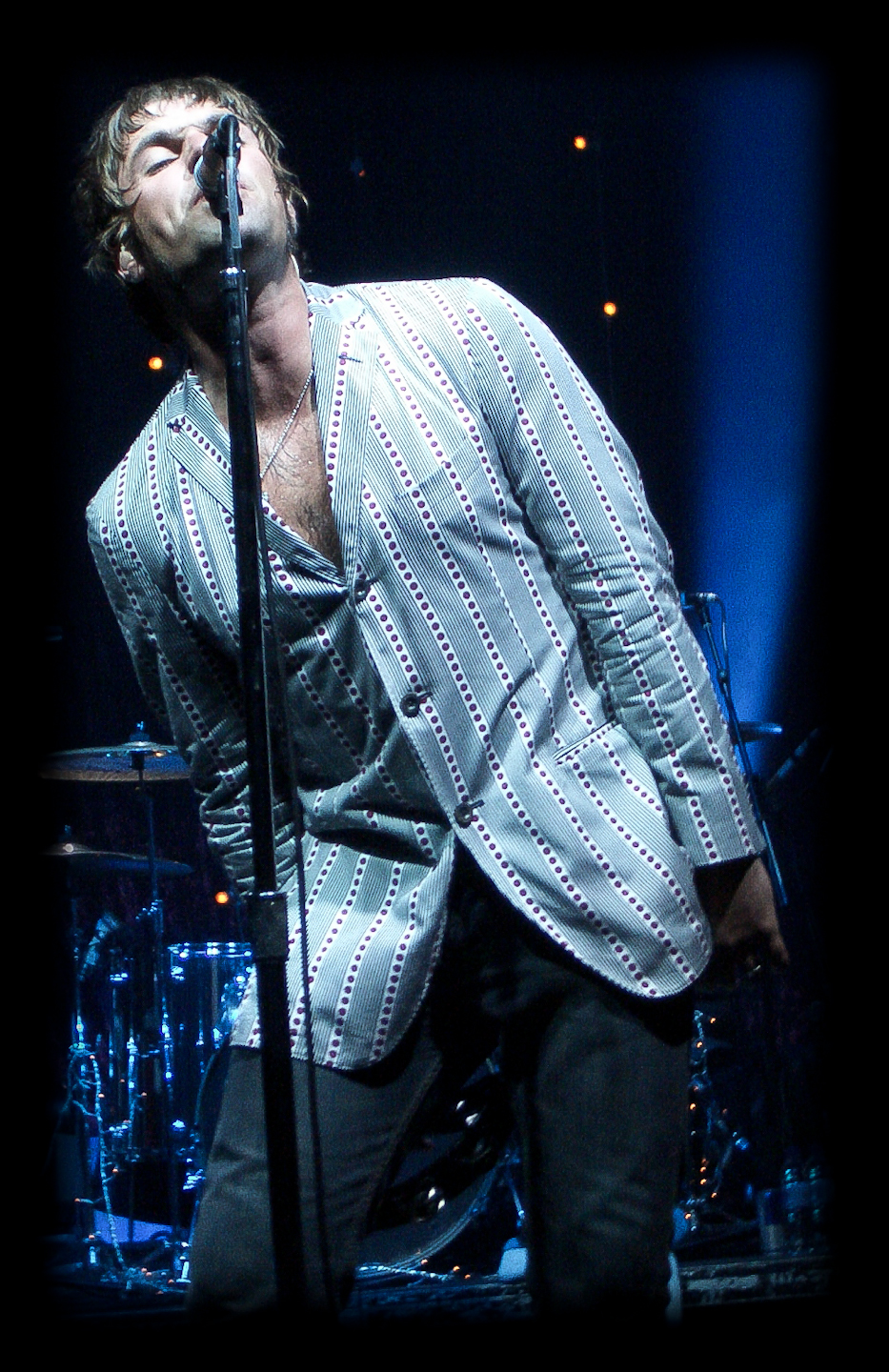
اجرای لیام گالاگر در سالن Gasometer، وین

لیام بعد از بیدی آی فقط یک بار در ۲۰۱۵ با راجر دالتری ،زاک استارکی پل آرتورز و چند عضو دیگرک از گروه هو در برنامهٔ تی اف آی فرای دی ترانهٔ نسل من گروه هو را اجرا کرد و دیگر سراغ موسیقی نرفت. در روز اول ماه می ۲۰۱۶، لیام با چند تن از طرفدارنش در مالتا ترانه‌ها ی اوئیسیز را خواندند، حتی ترانهٔ با خشم به پشت سر نگاه نکن که فقط نوئل آن را می‌خواند توسط او و هوادارانش خوانده شد.
لیام قبلاً در توییتر خود اعلام کرده بود قصد ندارد پروژه‌ای انفرادی داشنه باشد چون او کودن نیست اما با این حال در اوت ۲۰۱۶ در مصاحبه‌ای که با مجلهٔ کیو داشت اعلام کرد که آلبوم جدیدی رادر سال ۲۰۱۷ منشر خواهد کرد. چند روز بعد وقتی با شرکت وارنر قرارداد بست در توتیترش اعلام کرد:دیگر رسمی است من یک کودن هستم.

## آلبوم‌شناسی
- همان‌گونه که بودی (۲۰۱۷)
- چرا من چرا نه (۲۰۱۹)